# Villanueva de Campeán
Villanueva de Campeán is een gemeente in de Spaanse provincie Zamora in de regio Castilië en León met een oppervlakte van 12,04 km². Villanueva de Campeán telt 122 inwoners (1 januari 2016).

## Demografische ontwikkeling
Bron: INE, 1857-2011: volkstellingen